# الطريق الأوروبي E67
الطريق الأوروبي E67 هو طريق من شبكة الطرق الأوروبية الدولية. يمتد من براغ في جمهورية التشيك إلى هلسنكي في فنلندا عن طريق بولندا وليتوانيا ولاتفيا وإستونيا.